# کتابخانه کنگره
کتابخانه کنگره (به انگلیسی: Library of Congress) (مخفف: LC)، کتابخانه تحقیقاتی است که به‌طور رسمی به کنگره ایالات متحده خدمات ارائه کرده و کتابخانه ملی دفاکتوی ایالات متحده است. این کتابخانه، قدیمی‌ترین مؤسسه فرهنگی فدرال در این کشور است. کتابخانه کنگره در سه ساختمان کپیتال هیل در واشینگتن دی. سی. مستقر بوده و همچنین از یک مرکز حفاظت در کالپپرِ ویرجینیا نگهداری می‌کند. کتابداران کنگره بر عملکردهای کتابخانه نظارت داشته و ساختمان‌هایش توسط «معمار کپیتال» نگهداری می‌شود. کتابخانه کنگره یکی از بزرگ‌ترین کتابخانه‌های جهان است. «مجموعه‌هایش جهانیست و موضوعات، قالب یا مرزهای ملی آن محدودیت نداشته و شامل مواد تحقیقاتی از تمامی بخش‌های جهان با بیش از ۴۷۰ زبان است».
کنگره در ۱۸۰۰ میلادی، پس از یازده سال برگزاری جلسات در پایتخت‌های ملی موقت در شهر نیویورک و فیلادلفیا به واشینگتن دی.سی. منتقل شد. اعضای کنگره ایالات متحده در هر دو شهر به مجموعه‌های قابل ملاحظهٔ کتابخانه جامعه نیویورک و شرکت کتابخانه فیلادلفیا دسترسی داشتند. در کاخ کنگره آمریکا برای اکثر قرن نوزدهم میلادی تا اوایل دهه ۱۸۹۰، کتابخانه کنگره‌ای کوچکی مستقر شده بود.
اکثر مجموعه اصلی کتابخانه توسط بریتانیایی‌ها طی جنگ ۱۸۱۲ میلادی سوزانده شد، به طوری که کتابخانه تلاش‌هایی را در جهت بازیابی این مجموعه در در ۱۸۱۵ میلادی، آغاز نمود. کتابخانه کل مجموعه شخصی توماس جفرسون که حاوی ۶٬۴۸۷ کتاب بود را خریداری کرد و این مجموعه به آهستگی طی سالیان بعد توسعه یافت، گرچه که اتاقک‌های کپیتال در ۱۸۵۱ میلادی، دچار آتش‌سوزی دیگری شدند. این آتش‌سوزی مقادیر بزرگی از مجموعه را نابود کرد که شامل بسیاری از کتب جفرسون می‌شدند. پس از جنگ داخلی آمریکا، اهمیت کتابخانه کنگره با رشدش افزایش یافته و کمپینی جهت خرید و جایگزینی کپی‌هایی از مجلدات سوخته شده ایجاد شد. کتابخانه حق انتقال و ذخیره‌سازی دو نسخه از تمامی آثار دارای حق تألیف همچون کتاب‌ها، نقشه‌ها، تصویرها و نمودارهای چاپی در ایالات متحده را کسب نمود. این مسئله موجب ایجاد مجموعه‌هایش شد. توسعهٔ کتابخانه بین سال‌های ۱۸۸۸ تا ۱۸۹۴ میلادی، با ساخت ساختمان بزرگ مجزایی برای خود در خیابان منتهی به کپیتال به اوج خود رسید. دو ساختمان دیگر، یکی در دهه ۱۹۳۰ و دیگری در دهه ۱۹۷۰، در نزدیکی کتابخانه ساخته شدند تا مجموعه‌ها را نگه داشته و به ارائه خدمات بپردازند.
مأموریت اولیه کتابخانه تحقیق در مورد استعلام‌های اعضای کنگره است که از طریق خدمات تحقیقاتی کنگره انجام می‌گردد. همچنین دفتر حق تکثیر آمریکا در آنجا مستقر بوده و بر کارش نظارت می‌شود. این کتابخانه برای تحقیقات عامه مردم باز است، گرچه که فقط مقامات حکومتی عالی‌رتبه و کارکنان کتابخانه قادرند کتاب‌ها و مواد را از آنجا خارج کنند.

## تاریخچه

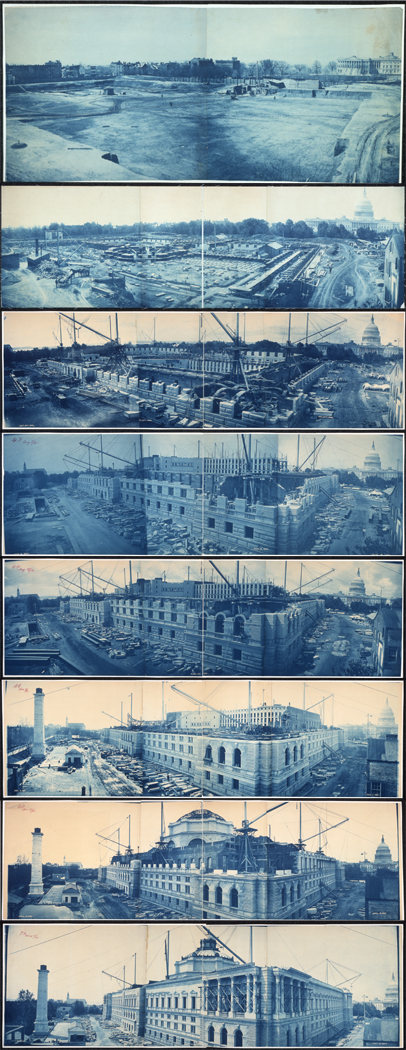
مراحل ساخت ساختمان توماس جفرسون کتابخانه کنگره از ۱۸۸۸ تا ۱۸۹۴ میلادی.

### ۱۸۰۰–۱۸۵۱: خاستگاه و مشارکت جفرسن
اعتبار ایده ایجاد کتابخانه کنگره را به جیمز مدیسون اهل ویرجینیا نسبت می‌دهند که اولین بار پیشنهاد آن را در ۱۷۸۳ میلادی ارائه نمود. در پی این پیشنهاد، کتابخانه کنگره در ۲۴ آوریل ۱۸۰۰ میلادی تأسیس شد، هنگامی که جان آدامز لایحه‌ای مرتبط با کنگره را امضا کرد که ملزومات انتقال کرسی از دولت فیلادلفیا به شهر پایتخت جدید واشینگتن را نیز فراهم می‌نمود. بخشی از این قانون ۵٬۰۰۰ دلار بودجه «برای خرید کتاب‌هایی که ممکن بود برای استفاده در کنگره لازم بوده باشد … و همچنین تأمین آپارتمان مناسب برای گنجاندنشان را نیز فراهم می‌نمود.» کتاب‌ها از لندن سفارش داده شده بودند و این مجموعه شامل ۷۴۰ کتاب و سه نقشه بود که در کاخ جدید کنگره ایالات متحده جای داده شدند.
رئیس‌جمهور توماس جفرسون نقش مهمی را در تأسیس ساختار کتابخانه کنگره بازی نمود. او در ۲۶ ژانویه ۱۸۰۲ میلادی بودجه‌ای را امضا نمود که به رئیس‌جمهور این امکان را می‌داد که کتابدار کنگره را گماشته و کمیته مشترکی در رابطه با امور کتابخانه را برقرار نماید تا به تنظیم، نظارت و هدایت آن بپردازد. این قانون جدید نیز مجوزهای قرض گرفتن را برای ریاست جمهوری و معاونش توسعه می‌داد.
بریطانیایی‌ها در اوت ۱۸۱۴ میلادی، پس از این که ارتش آمریکا را به سمت بلیدنزبرگ فرستادند، واشینگتن DC را بدون خونریزی تصرف کردند. بریطانیایی‌ها در تلافی تخریب بندر دوور توسط آمریکاییان، دستور تخریب چندین ساختمان عمومی را در شهر صادر نمودند. نیروهای بریطانیایی کتابخانه کنگره را سوزاندند که دربردارنده مجموعه ۳٬۰۰۰ جلدی کتاب بود. این نسخه‌ها در جناح سنای کپیتول قرار داشتند. یکی از مجلدات کنگره که سالم ماندند، کتاب گزارش‌های دولت در مورد دریافتی‌ها و هزینه‌کردهای ۱۸۱۰ میلادی بود. این کتاب به عنوان یادگاری و غنیمت توسط افسر نیروی دریایی بریتانیا، سر جورج کاکبرن تصاحب شده و توسط خانواده او در ۱۹۴۰ میلادی به دولت ایالات متحده بازگردانده شد.
توماس جفرسون پیشنهاد داد که به عنوان جایگزین، طی یک ماه کتابخانه شخصی بزرگش را در معرض فروش قرار دهد. کنگره پیشنهاد او را در ژانویه ۱۸۱۵ میلادی پیشنهادش را پذیرفت و ۲۳٬۹۵۰ دلار را جهت خرید ۶٬۴۸۷ کتابش تخصیص داد. برخی از اعضای خانه نمایندگان شامل نماینده نیوهمپشایر، دنیل وبستر با این خرید آنی و بدون استثنا مخالفت کردند. او می‌خواست تا «تمامی کتاب‌هایی که تمایلات آتئیستی، غیرمذهبی و غیراخلاقی» داشتند را بازگرداند.
جفرسون ۵۰ سال را به اندوخته سازی انواع وسیعی از کتاب‌ها به زبان‌های متعدد در چنین موضوعاتی سپری نموده بود: فلسفه، تاریخ، قانون، دین، معماری، سفر، علوم طبیعی، ریاضیات، مطالعات یونان و روم کلاسیک، اختراعات مدرن، بالن‌های هوای داغ، موسیقی، زیردریایی‌ها، فسیل‌ها، کشاورزی و هواشناسی. همچنین او کتاب‌هایی در موضوعاتی جمع‌آوری کرده بود که به‌طور معمول آن‌ها را به عنوان بخشی از کتابخانه مقننه در نظر نمی‌گرفتند، همچون کتاب‌های آشپزی. اما او معتقد بود که تمامی این موضوعات در کتابخانه کنگره جایگاه دارند. او خاطرنشان ساخت:
نمی‌دانم که شامل هرنوع شاخهٔ علمی باشد که کنگره آرزومند است آن را از مجموعه خود مستثنی سازد؛ در حقیقت هیچ موضوعی وجود ندارد که عضوی از کنگره هیچگاه به آن رجوع نکند.
مجموعه جفرسون منحصر بفرد بود، بدین معنی که مجموعه کاری یک پژوهشگر بود، نه مجموعه شخص نجیبی که صرفاً جنبه نمایشی داشته باشد. با افزوده شدن مجموعه او که موجب دوبرابر شدن اندازه کتابخانه اصلی شد، ماهیت کتابخانه کنگره از یک کتابخانه تخصصی به یک کتابخانه عمومی‌تر تغییر یافت. مجموعه اصلی براساس ساختار دانش فرانسیس بیکن نظام یافته بود. جفرسون به‌طور خاص کتاب‌هایش را به گروه‌های اصلی حافظه، استدلال و تصور و سپس این گروه‌های اصلی را نیز به ۴۴ زیربخش دیگر دسته‌بندی کرد. این کتابخانه تا اواخر قرن ۱۹م میلادی از الگوی ساختاری جفرسون طبعیت کرد، هنگامی که هربرت پوتنامِ کتابخانه‌دار کار خود را در زمینه ساختار انعطاف‌پذیرتری از رده‌بندی کتابخانه کنگره آغاز نمود. این طبقه‌بندی اکنون بر ۱۳۸ میلیون فقره اعمال می‌شود.

### ۱۸۵۱ تا ۱۸۶۵: ضعیف شدن
در ۲۴ دسامبر ۱۸۵۱ میلادی، بزرگ‌ترین آتش‌سوزی در تاریخچه کتابخانه موجب نابودی ۳۵٬۰۰۰ کتاب شد که حدود دو سوم کتاب‌های مجموعه و دو سوم مجموعه منتقل‌شدهٔ جفرسون شد. کنگره در ۱۸۵۲ میلادی ۱۶۸٬۷۰۰ دلار برای جایگزینی کتب جدید در نظر گرفت که شامل خرید مواد جدید نمی‌شد. (تا ۲۰۰۸ میلادی، کتابداران کنگره جایگزینی برای تمامی آثاری که به عنوان مجموعه اصلی جفرسون مستندسازی شده بودند یافتند، به جز ۳۰۰ مورد.) این مسئله موجب شروع دوره محافظه کارانه‌ای در مدیریت کتابخانه توسط کتابدار جان سیلوا میهان و رئیس مشترک کمیته جیمز ای. پیرس شد که فعالیت‌های کتابخانه را محدود ساخت. دیدگاه‌های میهان و پیرس در مورد یک چشم‌انداز محدود شده برای کتابخانه کنگره، انعکاس‌دهنده همان دیدگاه‌هایی بود که توسط اعضای کنگره به اشتراک گذاشته شده بودند. درحالی که میهان کتابدار بود، از این مفهوم حمایت کرده و آن را جاودان ساخت: «کتابخانه کنگره باید نقش محدودی در ارتباط با صحنه ملی داشته و این که مجموعه‌هایش روی هم رفته باید اسناد آمریکایی را شامل شود که فایده واضحی برای کنگره ایالات متحده دربرداشته باشد.» کنگره در ۱۸۵۹ میلادی فعالیت‌های توزیع اسناد عمومی کتابخانه را به وزارت داخله و برنامه تبادل کتاب بین‌المللیش را به وزارت امور خارجه منتقل نمود.

### ۱۸۶۴ تا ۱۸۶۷: گسترش توسط اسپوفورد
در سال ۱۸۶۴، آبراهام لینکلن شخصی را به سمت رئیس کتابخانهٔ کنگره منصوب کرد که قرار بود کتابخانه را طی ۳۰ سال آینده تغییر شکل دهد. آینسوردت رند اسپوفورد مجموعه‌های کتابخانهٔ کنگره را بسیار گسترش داد و به این نهاد نقش ملی نوینی بخشید. اسپوفورد موفق شد قانون حق مؤلف را تغییر دهد تا کتابخانهٔ کنگره از هر کتاب، نقشه، نمودار، نمایشنامه، آثار موسیقی، گراور، مواد چاپی یا عکس‌هایی که برای دریافت حق مؤلف به کتابخانهٔ کنگره ارائه می‌شد، ۲ نسخه رایگان دریافت کند؛ همچنین طی توافقی با سازمان اسمیتسونیان به شکل منظم شروع به گردآوری آثار علمی آمریکایی و مدارک خارجی از طریق مبادله کرد.
قانون دیگری کتابخانه را قادر ساخت نسخ متعدد از صورت مذاکرات مجلس و همهٔ قوانین ایالات متحده را به رایگان دریافت کند. اسپوفورد از این‌ها برای تبادل مدارک با همهٔ کشورهایی که با ایالات متحده روابط دیپلماتیک داشتند استفاده کرد.
اسپوفورد، همان‌گونه که پیش‌بینی می‌شد، به‌سرعت همهٔ اتاق‌ها و سرسراهای کاپیتول را با سیل مواد دریافتی جدید انباشت. او در ۱۸۷۳ برای ساختمان جدیدی که قرار بود خانهٔ همیشگی مجموعهٔ فزایندهٔ ملت با تالارهای مطالعه برای پژوهشگران و عموم کتابخوانان باشد، کوشش دیگری را در مجلس به ثمر رساند؛ به این ترتیب، او انتقال کتابخانهٔ متعلق به کنگره را به کتابخانه‌ای متعلق به ملت قطعیت بخشید.

### ۱۸۹۷ تا ۱۹۳۹: پسا باز سازماندهی
در فاصلهٔ سال‌های ۱۸۶۴ تا ۱۸۹۷ آینسوردت رند اسپوفورد، کتابدار کنگره، این کتابخانه را به یک مرکز تحقیقاتی ملی بدل کرد. در سال ۱۸۸۶ و به دنبال تصمیمی که ۱۳ سال قبل کنگره به منظور تغییر معماری ساختمان کتابخانه گرفته بود، جان اسمیث میر و پل پلز مسؤولیت ساخت بنایی با معماری دورهٔ رنسانس ایتالیا را بر عهده گرفتند.
سرانجام در اوایل نوامبر سال ۱۸۹۷ بزرگ‌ترین، مجهزترین، ایمن‌ترین و طولانی‌ترین کتابخانهٔ جهان در ساختمان تامس جفرسون در واشینگتن دی سی افتتاح شد.
نخستین رئیس کتابخانهٔ کنگره در ساختمان جدید در ۱۸۹۷، روزنامه‌نگاری بدون تجربهٔ کتابداری، به‌نام جان راسل یانگ بود. او به‌سرعت دریافت که کتابخانهٔ کنگره باید بر مجموعه‌هایی که روی هم انباشته شده و اتاق‌های کاپیتول را پر کرده نظارت داشته باشد. یانگ واحدهای سازمانی را به‌وجود آورد و برنامه‌هایی ریخت و کتابخانه را از مرحلهٔ گردآوری و انباشت به کارخانهٔ پردازش کارآمدی بدل کرد که مواد را سازمان داده و سودمند می‌ساخت.
از سال ۱۸۷۰ به منظور حمایت از حقوق مؤلفین (کپی رایت) همهٔ نویسندگانی که خواستار استفاده از این حق باشند، بایستی ۲ نسخه از آثارشان را به این کتابخانه بفرستند. بدین ترتیب روزانه تقریباً ۲۲۰۰۰ عنوان کتاب جدید در ایالات متحده به این کتابخانه وارد می‌شود که تقریباً ۱۰ هزار عنوان آن در هر روز به مجموعه دائمی کتابخانه افزوده می‌گردد.

### ۱۹۳۹ تا اکنون: دوران مدرن
۲ ساختمان دیگر با نام‌های جان آدامز و جیمز مدیسون نیز در سال‌های ۱۹۳۸ و ۱۹۸۱ به عمارت قبلی اضافه شدند. بودجه کتابخانه در سال ۲۰۰۶ نزدیک به ۶۰۴ میلیون دلار گزارش شده، و این کتابخانه ۳٬۷۸۳ نفر در استخدام دائم خود دارد. از سال ۱۹۰۲ سایر کتابخانه‌های آمریکا می‌توانند کتاب‌هایی که نسخهٔ دیگری از آن‌ها در سایر کتابخانه‌ها موجود نیست را از کتابخانه کنگره در خواست نمایند.

## استفاده از کتابخانه
کتابخانه کنگره برای کارهای تحقیقی به روی عموم مردم باز است. همچنین تورهای گردشی نیز برای بازدید در آن انجام می‌شود. برای استفاده از اتاق مطالعه و دسترسی به مجموعه‌های آن کارت عضویت کتابخانه لازم است. هر فرد بالاتر از ۱۸ سال می‌تواند با رجوع به ساختمان مدیسن کارت عضویت کتابخانه را بگیرد. اما خروج کتاب از کتابخانه فقط برای کسانی مقدور است که عضو کنگره آمریکا باشند یا قاضی دیوانعالی کشور باشند یا از کارمندان خود کتابخانه باشند یا از کارمندان رسمی دولت باشند.
کتابخانهٔ کنگره به گروه‌های بسیاری خدمت می‌کند. نخستین گروه، اعضای کنگره هستند که بدواً به‌وسیلهٔ خدمات پژوهشی کنگره (سی.آر. اس) که در ۱۹۷۰ جایگزین خدمات مرجع مجلس شد به آن‌ها خدمت می‌شود. گروه خاص دیگر، شهروندان نابینا و معلول جسمی هستند. خدمات کتابخانهٔ ملی به نابینایان و معلولان جسمی، از برنامه‌های رایگان کتابخانهٔ ملی است. کتابخانه مواد بریل و ضبط‌شده را برای هر کس که نتواند کتاب چاپی بخواند، تأمین می‌کند.
جامعهٔ هنری و پدیدآورندگان آمریکا، شامل هنرمندان، نویسندگان، مصنفان و ناشران، از خدمات ادارهٔ حق مؤلف استفاده می‌کنند. این نهاد در کتابخانهٔ کنگره در ۱۹۹۱، ۶۶۰۰۰۰ درخواست حق مؤلف را ثبت کرده است.
کتابخانهٔ کنگره به جامعهٔ کتابدار از راه‌های بی‌شمار یاری می‌رساند. از جمله: ایجاد و پشتیبانی از استانداردهای ملی و بین‌المللی فهرست‌نویسی؛ فهرست‌نویسی کتاب‌ها، نقشه‌ها، و مواد دیگر به شکلی که همهٔ کتابخانه‌ها بتوانند استفاده کنند؛ توزیع داده‌های فهرست‌نویسی؛ فهرست‌نویسی با همکاری نهادهای پژوهشی دیگر؛ گردآوری انتشارات خارجی با همکاری نهادهای دیگر؛ هماهنگ‌سازی فعالیت‌ها با کتابخانه‌های دیگر دولت فدرال از طریق کمیتهٔ مرکز فدرال اطلاعات کتابخانه‌ای (اف.ال.آی.سی. سی) و رابط رایانه‌ای آن، یعنی شبکهٔ فدرال کتابخانه و اطلاعات (فدلینک)؛ و جستجو برای یافتن روش‌های جدید نگهداری از کتاب‌ها در مقیاس بزرگ برای جلوگیری از تجزیهٔ کاغذ اسیدی.

## انواع موجودی

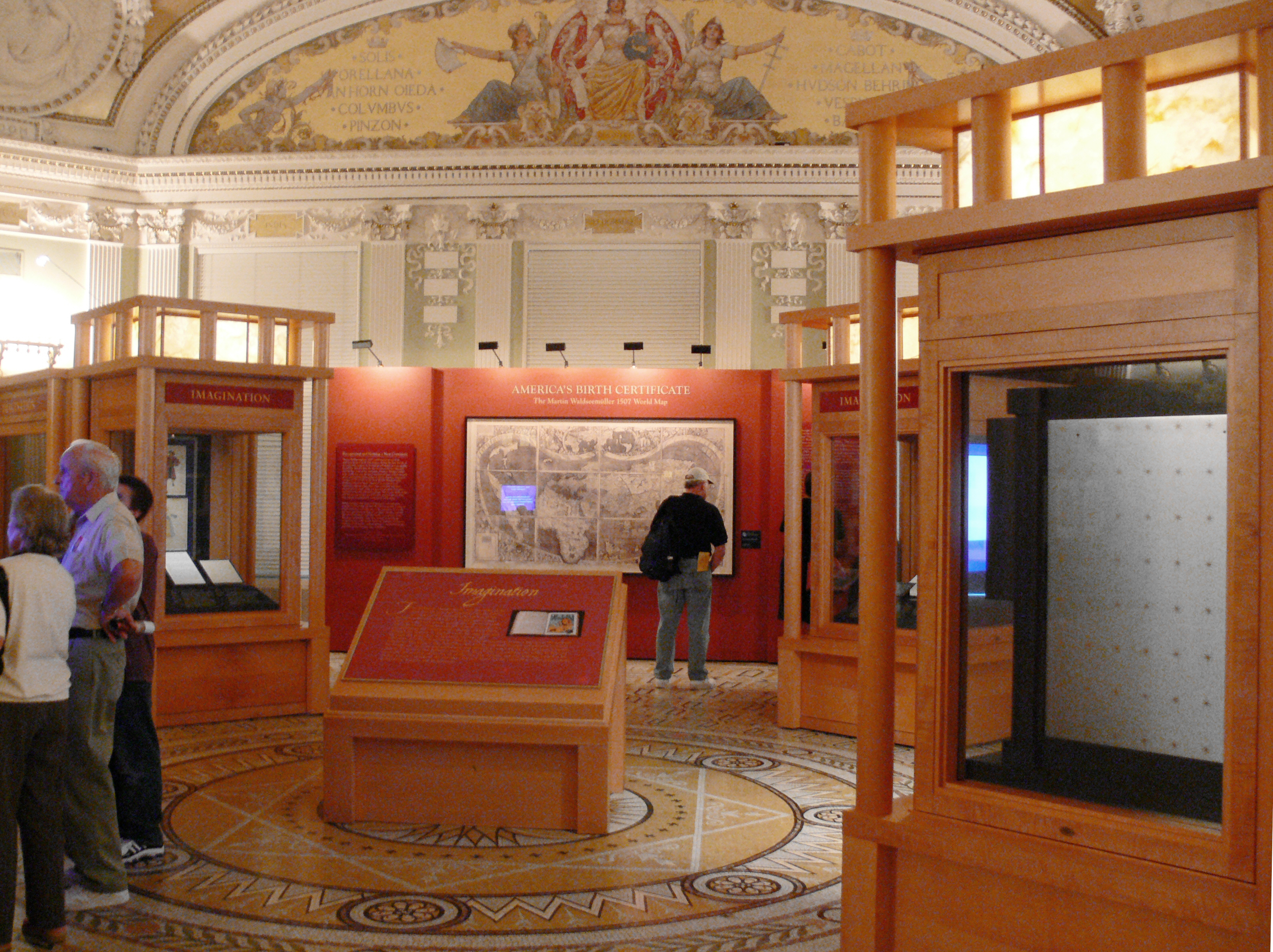
نگارخانه گنجینه نقشه‌های کتابخانه

این کتابخانه تا سال ۲۰۱۱، با بیش از ۱۰۰ میلیون مادهٔ کتابخانه‌ای در مجموعه‌هایش، بزرگ‌ترین کتابخانهٔ جهان به‌شمار می‌رود. کمتر از ۲۰ درصد این رقم کتاب‌های موجود در مجموعه‌های رده‌بندی‌شده هستند؛ بقیهٔ آن، که بیش از ۸۳ میلیون ماده است، شامل موارد زیر می‌شود: بیش از ۱۲/۵۸۰/۰۰۰ کتاب با حروف بزرگ و برجسته، اینکونابولا، تک‌نگاشتها و پیایندها، موسیقی، روزنامه‌های صحافی‌شده، جزوه‌ها، گزارش‌های فنی، و مواد چاپی دیگر؛ بیش از ۱/۸۷۰/۰۰۰ مادهٔ شنیداری، مانند دیسک، نوار، و اشکال ضبط‌شدهٔ دیگر؛ حدود ۴۰/۰۰۰/۰۰۰ نسخهٔ خطی؛ حدود ۴/۱۰۰/۰۰۰ نقشه؛ حدود ۸/۷۰۰/۰۰۰ ریزنگار؛ بیش از ۵۰۰/۰۰۰ فیلم سینمایی؛ حدود ۱۴/۰۰۰/۰۰۰ عکس؛ بیش از ۸۰/۰۰۰ پوستر؛ حدود ۳۵۰/۰۰۰ چاپ و طراحی زیبا؛ بیش از ۱۳۰/۰۰۰ نوار ویدئو و دیسک ویدئو؛ و حدود ۱/۲۴۰/۰۰۰ ماده دیداری دیگر.
کتابخانهٔ کنگره دارای بیش از ۵۰۰۰ کارمند برای اداره این مجموعه‌هاست؛ این کتابخانه در اوایل دهه ۱۹۹۰ بودجه‌ای بیش از ۳۲۸ میلیون دلار را در سال به خود اختصاص می‌داد. سیستم رایانه‌ای کتابخانه ۱/۲۶۰۰/۰۰۰ رکورد را در پایگاه‌های خود دارد و از طریق ۳۰۰۰ پایانه در ۳ ساختمان و کپیتال هیل خدمت ارائه می‌کند. کتابخانه دفاتری در قاهره، جاکارتا، کراچی، نایروبی، دهلی نو، و ریودوژانیرو و همچنین دفتر گردآوری مواد در مسکو دارد.
کتابخانه در جریان انباشتن دانش جهانی، بسیاری از نمونه‌های نادر و گرانبهای تلاش‌های فکری انسانی را نیز به‌دست‌آورد. در واقع سخاوت اهداکنندگان، کتابخانهٔ کنگره را به موزه‌ای در بزرگداشت نبوغ آفرینشگر تبدیل کرده است. اما کتابخانه برخلاف موزه، مجموعه‌هایش را نه برای نمایش صرف، بلکه برای استفاده گرد آورده است تا بررسی، مقایسه و تجزیه و تحلیل شوند و فهم ما را از خود و میراثمان غنا بخشند.
برای امریکایی‌ها، احتمالاً بزرگ‌ترین گنجینه، چرکنویس «اعلامیهٔ استقلال» به قلم تامس جفرسون است، و آن ۴ صفحه نوشته با قلم و مرکب است همراه با تغییراتی که بنجامین فرانکلین، جان آدامز، و دیگران در آن داده‌اند. کتابخانه هزاران اثر دیگر مربوط به جنگ استقلال و بنیان‌گذار جمهوری را در خود دارد، اینها یکی از مواد قرارداد تسلیم ارتش انگلیس در یورک تاون است که به‌وسیله لرد کورنوالیس و جورج واشینگتن امضا شده است؛ دیگر صورت مذاکرات مجمع فدرال توسط جیمز مدیسن نوشته شده و شرح مذاکرات مجمع قانون اساسی در ۱۷۸۷ است.
کتابخانه، اوراق شخصی بیشتر رؤسای جمهور از واشینگتن تا کولیج را دارد و دارای تعداد زیادی اشیای به‌جا مانده از شخصیت‌هایی مانند لینکلن، تئودور روزولت، و وودرو ویلسون است. این کتابخانه مالک نسخهٔ دستنوشته «اعلامیه استقلال» و دو نسخه دستنوشته از خطابه گتیسبرگ نیز هست.
گنجینهٔ تصویری کتابخانه از مکان‌های متعدد و زمان‌های بسیار گرد آمده است. کتابخانهٔ کنگره نخستین عکس کاپیتول را که در ۱۸۴۶ گرفته شده است، دارد. این کتابخانه همچنین تمام عکس‌های اصلی را که برادران رایت برای ضبط نخستین پروازهای موتوری موفقشان در کیتی هوک گرفتند، در اختیار دارد. نخستین نقشهٔ شناخته‌شده جزیرهٔ منهتن نیز که یک نقشه آبرنگی تهیه شده در ۱۶۳۹ برای شرکت هلندی هند غربی است، در اختیار کتابخانهٔ کنگره است.
مجموعهٔ کتاب مصور از قرن ۱۵ تا ۲۰، متعلق به لسینگ جِی. روزنوالد، احتمالاً کامل‌ترین مجموعه کتاب‌های نادر است. این مجموعه شامل بیش از ۲۵۰۰ اثر گرانبها است مانند کتاب حجیم مقدس ماینتس (۱۴۵۳) که یکی از دو نسخهٔ شناخته شده رساله‌ها و انجیل‌های چهارگانه (۱۴۹۵) است، و نیز محصولات نایابی از انتشارات ویلیام ککستون.
مجموعهٔ موسیقی کتابخانه شامل ادوات و دست‌نوشته‌های نایاب است. کتابخانه مالک بیش از ۱۶۰۰ فلوت از فرهنگ‌های سرتاسر جهان (از جمله فلوت شخصی فردریک کبیر در قاب چینی دست‌ساز آن) است که در مجموعهٔ فلوت دیتون سی. میلر قرار دارد.
کتابخانهٔ کنگره در اواسط دههٔ ۱۹۸۰ و اوایل دههٔ ۱۹۹۰ در پی آن بود تا مجموعه‌هایش را برای پژوهشگران، دانشمندان، و دانشجویان سراسر ایالات متحده دسترس‌پذیرتر سازد. برای رسیدن به این هدف از طرق بسیاری استفاده کرد. از جمله، خدمت اشتراک آزمایشی معروف به‌نام «کتابخانهٔ کنگره به‌طور مستقیم» که برای کتابخانه‌های ایالتی امکان دسترسی پیوسته به پایگاه‌های داده‌های کتاب‌شناختی کتابخانهٔ کنگره را فراهم می‌کرد. در برنامهٔ آزمایشی دیگری به‌نام «حافظهٔ آمریکایی»، از فناوری رایانه‌ای برای توزیع نسخ الکترونیکی عکس‌های آرشیوی، نسخ خطی، موسیقی، فیلم‌های سینمایی، کتاب‌ها، و ضبط‌های شنیداری استفاده شده است و دسترسی به مواد منحصربه‌فرد را که قبل از آن تنها در خود کتابخانهٔ کنگره ممکن بود، فراهم ساخته است.
کتابخانه، کار روی یک مرکز نوین دانش و فناوری را با دو هدف عمده آغاز کرده است: یکی، افزایش مجموعه مواد علمی خارجی کتابخانه؛ و دیگر، به گفتهٔ جیمز بیلینگتون، «ایجاد نوعی راهنمای الکترونیکی برای شبکه‌ها و پایگاه‌های داده‌های اطلاعات علمی و فنی در سرتاسر جهان».
مرکز کتاب، در کتابخانهٔ کنگره که در ۱۹۷۷ برای پیشبرد برنامه‌های خواندن و سوادآموزی تأسیس شد، نمونه دیگری از عبور کتابخانه به فراسوی دیوارهای آن است. از ۱۹۸۴، بیش از نیمی از ایالت‌ها مراکز کتاب خود را تأسیس کرده‌اند تا با کتابخانهٔ کنگره در پیشبرد فرهنگ کتاب و میراث ادبی هر ایالت، نظارت بر طرح‌ها و میزبانی از رخدادهایی که توجه عموم را به اهمیت کتاب‌ها، خواندن، سواد، و کتابخانه‌ها جلب می‌کنند، همکاری نمایند.
کتابخانه کنگره آمریکا منابع خود را در فضایی به مساحت ۷۷/۲ کیلومتر (۳۰ مایل) جای داده است.
در میان این آثار می‌توان به ۶۰۰ هزار نسخه از نشریات، کتاب‌ها و دست‌نوشته‌های فارسی اشاره کرد که در طی۵۰ سال و به دلیل علاقهٔ یک قاضی آمریکایی به زبان و ادبیات و عرفان فارسی، جمع‌آوری شده است.

### کتاب‌های فارسی
کتابخانهٔ کنگره دارای گنجینه‌ای بی‌نظیر از کتاب‌های فارسیِ نفیسِ خطی است. این گنجینه شامل کُتب ارزشمندی همچون نسخه‌های خطی اسکندرنامه نظامی گنجوی، سفرنامه ناصرالدین شاه قاجار، شاهنامه فردوسی، اشعار عمر خیام، سعدی شیرازی، و تفسیر سیزده جلدی مثنوی مولانا جلال الدین بلخی اثر محمد تقی جعفری می‌باشد.
از سال ۲۰۰۴ تا کنون، کتابخانه ملی ایران با کتابخانه کنگره آمریکا روابط نسبتاً مفیدی داشته است.
این کتابخانه به شیوه رده‌بندی کنگره که اولین بار توسط خود این کتابخانه ارائه شده و امروزه بعضاً استفاده جهانی نیز دارد ساماندهی شده است.
اولین ایرانی که مسئولیت قسمت زبان فارسی در کتابخانه کنگره آمریکا را عهده دار شد کسی نبود جز پروانه بهار دختر شاعر نامی ایران ملک الشعرا بهار که ضمن تحصیلات تکمیلی ( فوق لیسانس کتابداری از دانشگاه کاتولیک یونیورسیتی) در رشته کتابداری،به این مهم دست یافت.

## ساختمان‌های کتابخانهٔ کنگره

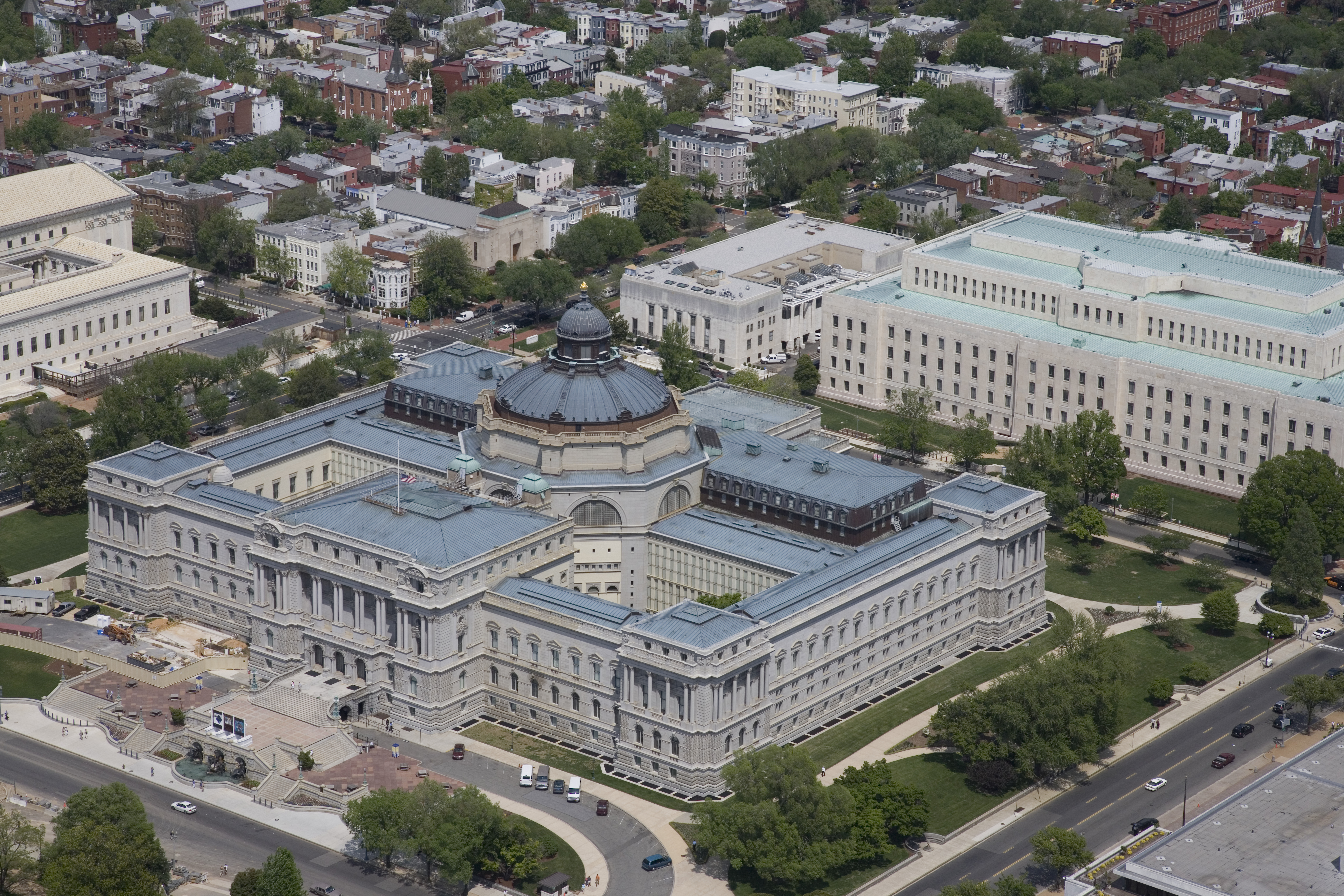
ساختمان توماس جفرسون و بخشی از ساختمان آدامز (بالا-راست) کنار ساختمان دادگاه عالی (بالا-چپ) در کپیتال هیل.

کتابخانه کنگره به‌طور فیزیکی در سه ساختمان کپیتال هیل و مرکز حفاظت در بخش غیرشهری ویرجینیا مستقر شده است. ساختمان‌های کپیتال هیل کتابخانه همگی توسط دالان‌های زیرزمینی به هم متصل شده است، چنان‌که بازدید کننده کافیست طی هر بازدید تنها یک بار تحت بررسی امنیتی قرار بگیرد. همچنین این کتابخانه دارای تأسیسات ذخیره‌سازی خارج از محدوده‌ای است برای موادی که غالباً تقاضای کمتری دارند.

### ساختمان توماس جفرسون
ساختمان توماس جفرسون بین خیابان استقلال و خیابان کپیتال شرقی در اولین خیابان SE واقع شده است. این ساختمان اولین بار در ۱۸۹۷ میلادی به عنوان ساختمان اصلی کتابخانه افتتاح شد و قدیمی‌ترین ساختمان از سه ساختمان است. این ساختمان که در اصل به عنوان ساختمان کتابخانه کنگره یا ساختمان اصلی شناخته می‌شود، نام کنونی خود را در ۱۳ ژوئن ۱۹۸۰ میلادی کسب نمود.

### ساختمان جان آدامز

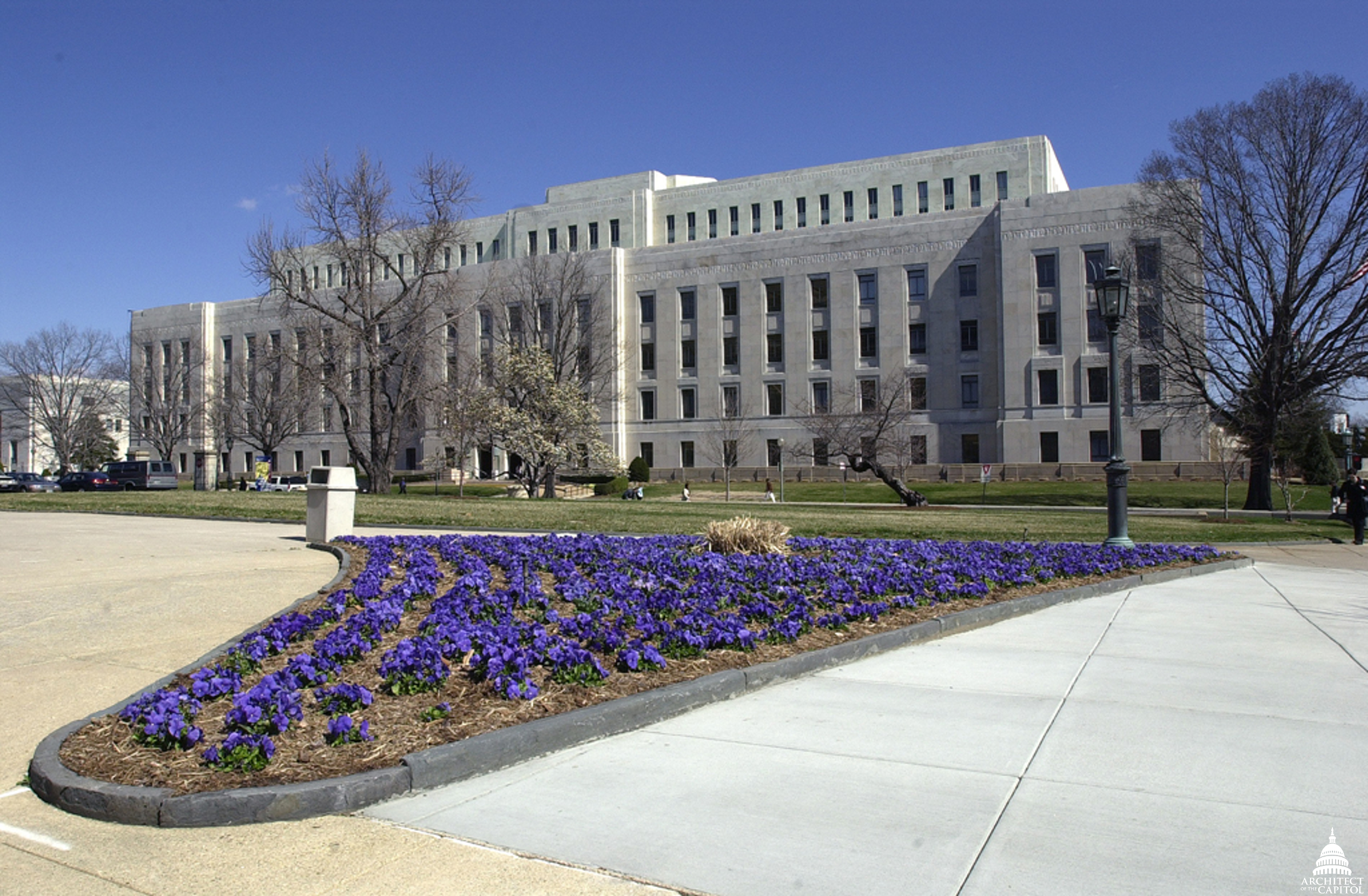
ساختمان آدامز

ساختمان جان آدامز بین خیابان استقلال و خیابان کپیتال شرقی در دومین خیابان SE واقع شده است، بلوکی که مجاور ساختمان جفرسون است. این ساختمان در اصل به عنوان ضمیمهٔ ساختمان اصلی شناخته می‌شد که دچار کمبود فضا شده بود. این ساختمان درهایش را در ۳ ژانویه ۱۹۳۹ میلادی بر روی مردم گشود. همچنین در ابتدا میزبان دفتر حق تألیف ایالات متحده بود که در دهه ۱۹۷۰ میلادی به ساختمان مدیسون انتقال یافت.

### ساختمان یادبود جیمز مدیسون

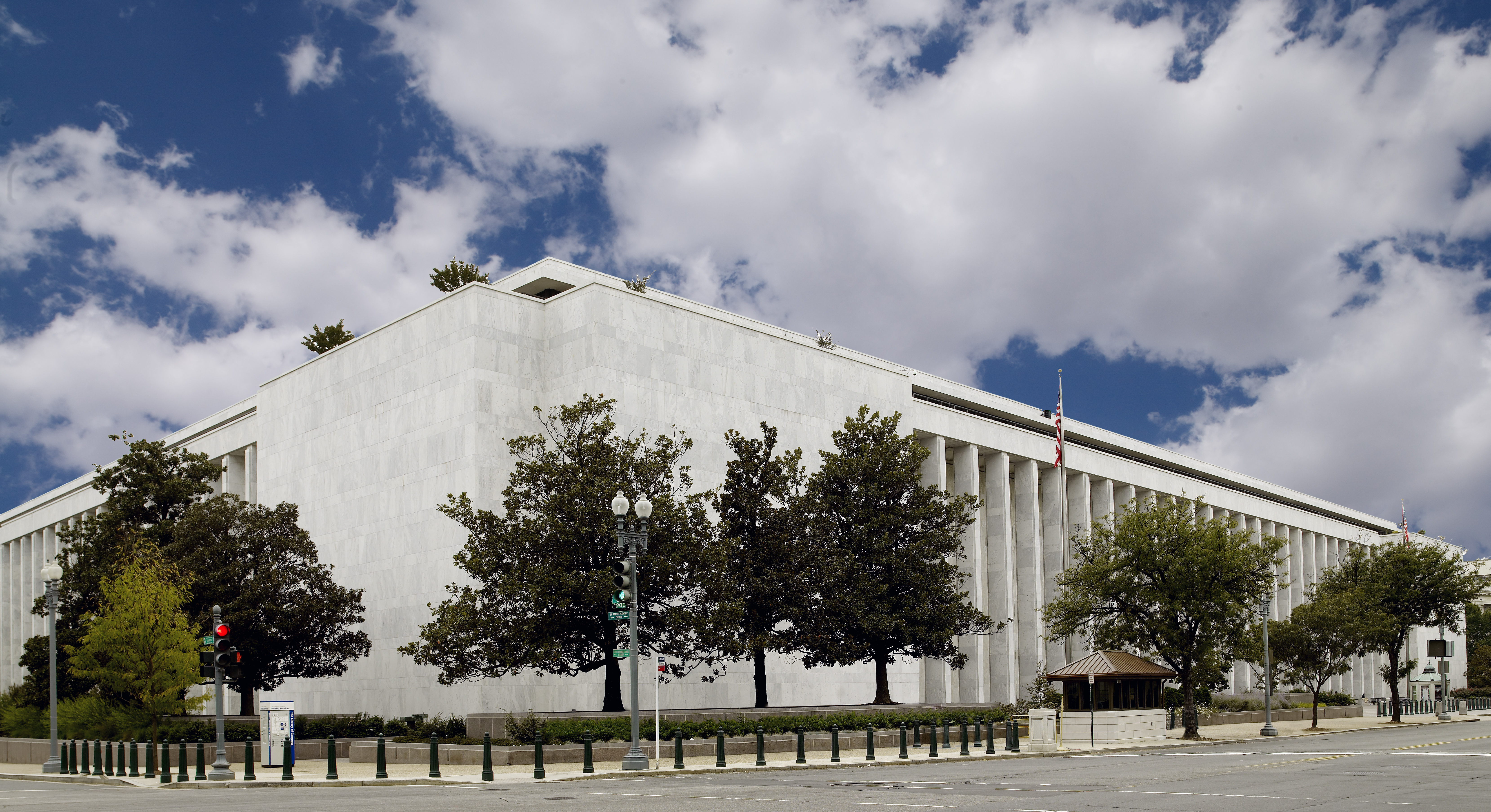
ساختمان مدیسون

ساختمان یادبود جیمز مدیسون بین خیابان‌های اول و دوم در خیابان استقلال SE واقع شده است. این ساختمان از ۱۹۷۱ تا ۱۹۷۶ میلادی ساخته شده و به عنوان دفتر یادبود رئیس‌جمهور جیمز مدیسون ساخته شده بود.
همچنین ساختمان مدیسون میزبان دفتر حق تألیف ایالات متحده و سالن مری پیکفورد، «اتاق مطالعه تصاویر متحرک و تلویزیون» کتابخانه کنگره است. این سالن میزبان نمایش رایگان فیلم‌های کلاسیک و معاصر و نمایش‌های تلویزیونی است.

### کمپ پکارد برای حفاظت صوتی-تصویری

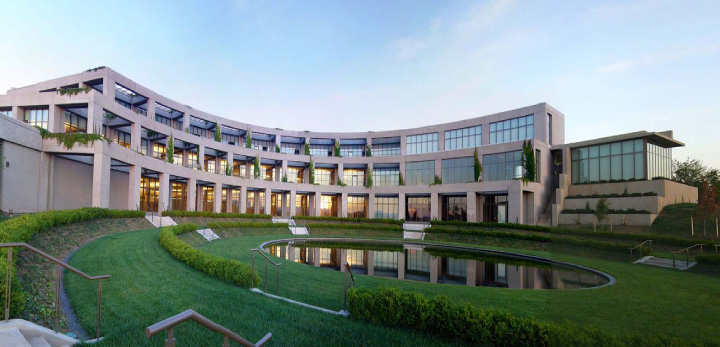
کمپ پکارد

کمپ پکارد برای حفاظت صوتی-تصویری، جدیدترین ساختمان کتابخانه کنگره است که در ۲۰۰۷ میلادی افتتاح شد و در کالپپر ویرجینیا واقع شده است. این ساختمان بر روی مرکز ذخیره‌سازی فدرال رزرو و سنگر جنگ سرد سابق ساخته شده است. این کمپ به گونه‌ای طراحی شده است تا به عنوان تنها مرکز ذخیره‌سازی تمامی مجموعه‌های فیلم، تلویزیون و صوتی کتابخانه عمل کند. قطعه مرکزی این مجموعه بازتولید سالن فیلم آرت دکو است که به نمایش رایگان فیلم به صورت دوبار در هفته می‌پردازد.

## نگارخانه

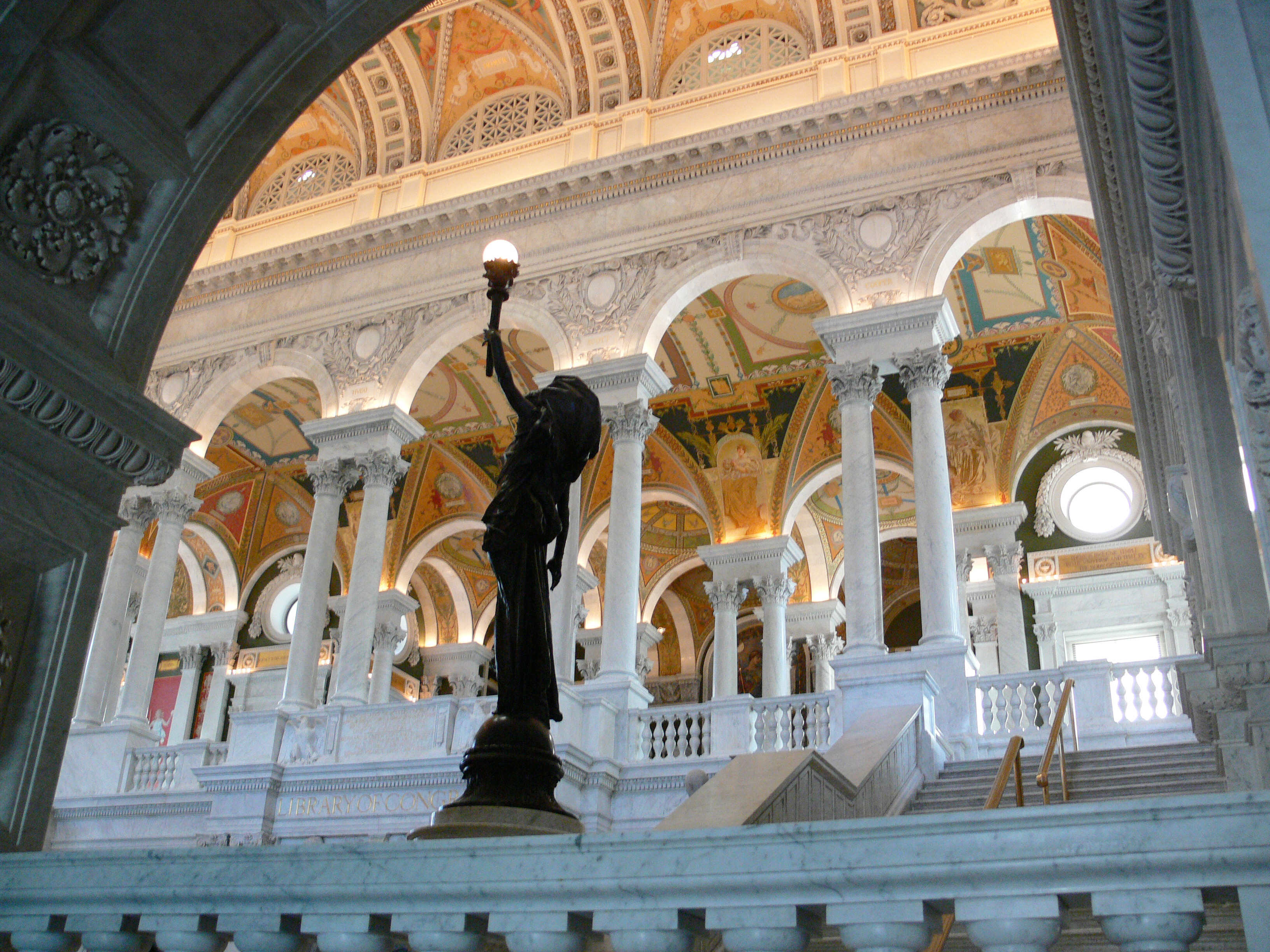
سالن بزرگ (Great Hall) کتابخانه
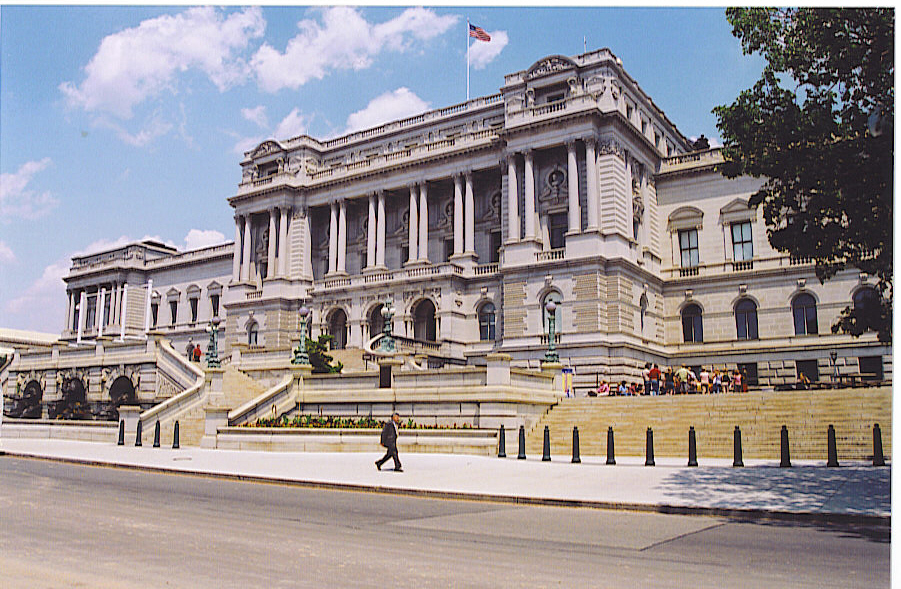
ورودی اصلی کتابخانه
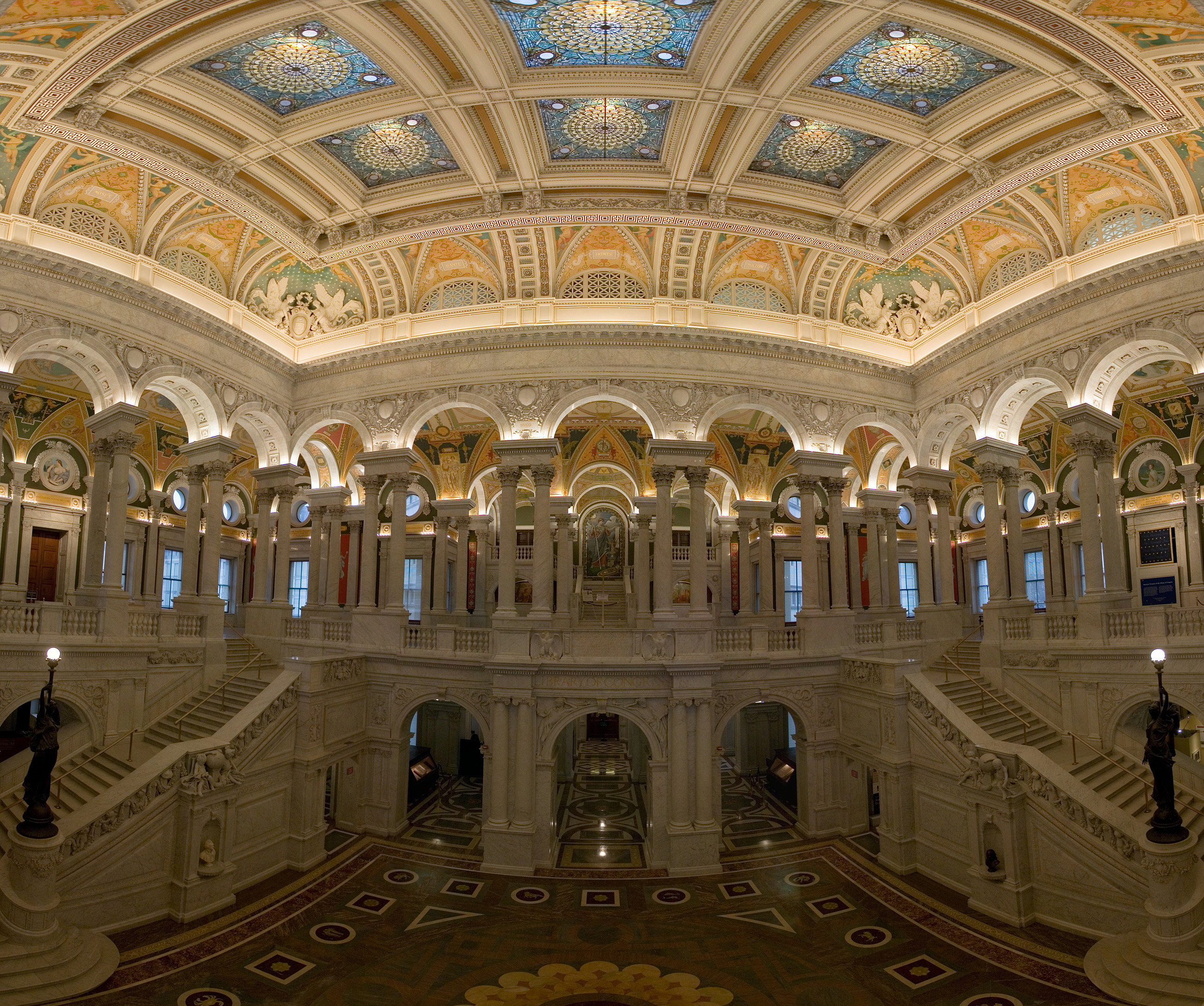
نمایی دیگر از «تالار بزرگ»
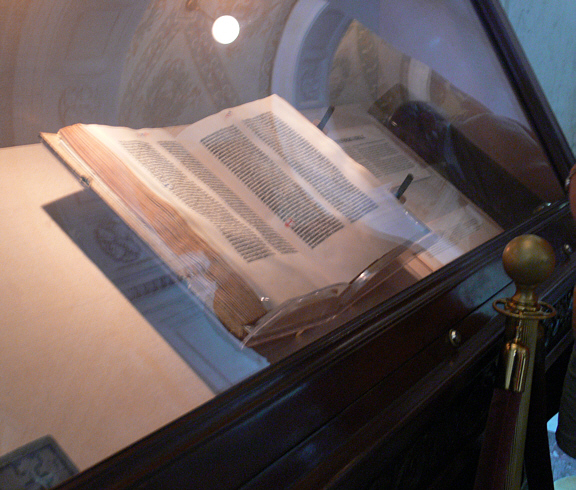
یکی از نسخه‌های اصلی کتاب مقدس گوتنبرگ

## برای مطالعهٔ بیشتر
- «عیدی کتابخانه کنگره آمریکا به فارسی‌زبانان: مجموعه مجازی کتب خطی نفیس». بی‌بی‌سی فارسی.